# William Nadylam
William Nadylam est un acteur français, né à Montpellier en 1966,,.

## Biographie
Né d'un père camerounais et d'une mère réunionnaise d'origine indienne, William Nadylam a été formé aux cours Vera Gregh & Tania Balachova, Atelier Blanche Salant & Paul Weaver et à l'École de la rue Blanche.

## Filmographie

### Cinéma
- 1987 : Black Mic Mac 2 de Marco Pauly : Jonathan
- 1991 : Le Songe Titania de Pierre Kriedl : Oberon
- 1995 : Au pays des hommes (court-métrage) de Nicolas Goetschel
- 1997 : Tout le monde descend (court-métrage) de Laurent Bachet : Stanley Noié
- 1998 : Kirikou et la sorcière de Michel Ocelot : Kirikou grand (voix)
- 1999 : Les Fourches caudines (court-métrage) de Michaël Donio : jury
- 1999 : Le Dernier Épisode (court-métrage) de Laurent Bachet : creuseur de tombe
- 2001 : Le Mal du pays (court-métrage) de Laurent Bachet : Félix
- 2001 : Mauvais genres de Francis Girod : Maëva
- 2002 : Témoins de la nuit (court-métrage) de Sylvain Foucher et Christophe Cousin
- 2002 : Mille millièmes de Rémi Waterhouse : Maximilien Diallo, le médecin
- 2003 : La Légende de Parva de Jean Cubaud : voix de Shiva
- 2006 : Les Enfants du pays de Pierre Javaux : Caporal-chef Malick N'Diaye
- 2007 : Rizla & McGee (court-métrage) de Felix Piñeiro : McGee
- 2008 : White Material de Claire Denis : Chérif, le maire
- 2009 : Transit (court-métrage) de Chris Roche : Lawrence
- 2009 : L'Absence de Mama Keïta : Adama
- 2014 : Here and Now de Lisle Turner : Ben
- 2014 : L'affaire SK1 de Frédéric Tellier : Alex Ursulet, avocat de Guy Georges
- 2015 : Lace Crater d'Harrison Atkins : Dr Sal Gricky
- 2016 : Good Funk d'Adam Kritzer : Terence (également coproducteur)
- 2017 : La Vie de château de Modi Barry et Cédric Ido : Benito (non crédité)
- 2018 : Les Animaux fantastiques : Les Crimes de Grindelwald (Fantastic Beasts: The Crimes of Grindelwald) de David Yates : Yusuf Kama
- 2019 : Short Game (court-métrage) d'Allistair Johnso : le père
- 2021 : Stillwater de Thomas McCarthy : Patrick
- 2022 : A Week in Paradise de Philippe Martinez : Victor
- 2022 : Les Animaux fantastiques : Les Secrets de Dumbledore (Fantastic Beasts : The Secrets of Dumbledore) de David Yates : Yusuf Kama
- 2023 : Passages d'Ira Sachs : Clément
- 2023 : Coup de chance de Woody Allen : l'amoureux de Chloé

### Télévision
- 1998 : Le Dernier Fils, téléfilm d'Étienne Périer : Paul Touré-Haas
- 2004 : Table rase, téléfilm d'Étienne Périer : Hyacinthe
- 2004 : Une autre vie, téléfilm de Luc Béraud : Ismaël Traoré
- 2004 : La Loi de Murphy (série télévisée) : Benoit (s2.e3 : Ringers)
- 2006 : Passés troubles, téléfilm de Serge Meynard : Peratti
- 2007 : La Guerre des saintes, téléfilm de Giordano Gederlini : le novice
- 2007 : Les Mariées de l'isle Bourbon, mini-série d'Euzhan Palcy : Jean Penmach (2 épisodes)
- 2007 : Les Oubliées, mini-série d'Hervé Hadmar : le juge Galbert (6 épisodes)
- 2008 : Frères de sang, téléfilm de Stéphane Kappes : Maxime Maréchal
- 2010 : Vital Désir, téléfilm de Jérôme Boivin : Maître Collinot
- 2016 : Trepalium, mini-série d'Antarès Bassis et Sophie Hiet : président Insel (épisode 4)
- 2020-2023 : Parlement (série télévisée) : Eamon Geragthy (26 épisodes)
- 2022 : Lame de fond, téléfilm de Bruno Garcia : Marc Spencer
- 2024 : Le Vent des sables de Stéphane Kappes : commandant Vallée

### Clip vidéo
- 2013 : Fade Away de Vitalic

## Théâtre

### Comédien
- 1990 : La Princesse Brambilla d'Ernst Theodor Amadeus Hoffmann
- 1991 : Vol au-dessus d'un nid de coucou de Ken Kesey, mise en scène William Nadylam
- 1991 : Edmond de David Mamet, mise en scène William Nadylam
- 1991 : Quartett de Heiner Muller, mise en scène William Nadylam
- 1993 : Katherine Barker de Jean Audureau, mise en scène Jean-Louis Thamin
- 1993 : Le Legs de Marivaux, mise en scène Alain Knapp
- 1994 : Villes inédites, Théâtre Paris-Villette :
  - S.D.F. - S.M.B. - S.O.S. conception et mise en scène Géraldine Bourgue
  - Du haut du ciel texte et mise en scène Paul-Emmanuel Dubois
- 1994 : La Poule aux œufs d'or d'Alexandre Vial
- 1995 : La Panoplie du squelette d'Olivier Py, Festival d'Avignon
- 1996 : L'Île des esclaves de Marivaux, mise en scène Élisabeth Chailloux
- 1996 : La Tragédie du roi Christophe d'Aimé Césaire, mise en scène Jacques Nichet, Festival d'Avignon
- 1998 : Le Cid de Corneille, mise en scène Declan Donnellan, Festival d’Avignon : Rodrigue
- 2002 : La Tragédie d’Hamlet de William Shakespeare, mise en scène Peter Brook, Théâtre des Bouffes du Nord : Hamlet
- 2005 : Wish I wood mise en scène avec Daniela Kurtz, Opéra Ballet de Nuremberg
- 2005 : Viol de Botho Strauss, mise en scène Luc Bondy, Ateliers Berthier Théâtre de l’Odéon
- 2007 : Conferencia de imprensa texte et mise en scène Alvaro Zuniga, Théâtre National São João Porto
- 2007 : Pièce africaine texte et mise en scène Catherine Anne, Théâtre de l'Est parisien
- 2009 : Candide de Voltaire et Yves Laplace, mise en scène Hervé Loichemol, Théâtre de Carouge
- 2010-2011 : La Flûte enchantée de Mozart, mise en scène Peter Brook, Théâtre des Bouffes du Nord, tournée
- 2012 : The Suit, mise en scène Peter Brook, Théâtre des Bouffes du Nord, tournée
- 2018 : Othello, mise en scène Aurore Fattier, Théâtre de Liège

### Metteur en scène
- 2009 : Stuff Happens de David Hare, mise en scène avec Bruno Freyssinet, Théâtre Nanterre-Amandiers

### Fictions radiophoniques
- 2019-2022 : 57, rue de Varenne (saisons 5 et 6) de François Pérache dans le rôle de Camille Fournier.

## Distinctions
- 2004 : Prix Révélation et Découverte au Festival de la fiction TV de Saint-Tropez pour Une autre vie de Luc Béraud[4]
- 2010 : Prix du Meilleur acteur au Festival Écrans Noirs pour L'Absence de Mama Keïta